# José María Bueno y Monreal
José María Cardinal Bueno y Monreal (ur. 11 września 1904 w Saragossie, zm. 20 sierpnia 1987 w Pampelunie) – hiszpański duchowny katolicki, kardynał, arcybiskup Sewilli.

## Życiorys
Święcenia kapłańskie przyjął 19 marca 1927. 1 grudnia 1945 został mianowany biskupem Jacy, 19 marca 1946 przyjął sakrę z rąk biskupa Leopoldo Eijo y Garaya z biskupami Casimiro Morcillo Gonzálezem i Luigi Muñoyerro jako współkonsekratorami. 13 maja 1950 został biskupem Vitorii, a 27 października 1954 biskupem koadiutorem Sewilli i tytularnym biskupem Antiochii Pizydyjskiej. 8 kwietnia 1957 przeszedł na Arcybiskupstwo Sewilli. Uczestniczył w obradach Soboru Watykańskiego II. 15 grudnia 1958 Jan XXIII wyniósł go do godności kardynalskiej z tytułem prezbitera Santi Vito, Modesto e Crescenzia. Wziął udział w konklawe wybierających Pawła VI, Jana Pawła I i Jana Pawła II. 22 maja 1982 zrezygnował z kierowania archidiecezją.
Został pochowany w Katedrze de Santa María.